# Фоча (субрегіон)
Фоча (серб. Субрегија Фоча) — субрегіон в рамках регіону Істочно-Сараєво в Республіці Сербській, що входить до складу Боснії і Герцеговини.

## Географія
Субрегіон Фоча розташований на сході країни. Адміністративним центром регіону є місто Фоча.
Включає 2 громади (серб. општина):
- Фоча — м. Фоча
- Чайниче — м. Чайниче